# Wolfsonstadion
Het Wolfsonstadion is een multifunctioneel stadion in Ibhayi, een township bij de stad Port Elizabeth in Zuid-Afrika. 
Het stadion wordt vooral gebruikt voor rugby- en voetbalwedstrijden. Zowel de rugbyclub Eastern Province Elephants als de voetbalclub Chippa United FC maakt gebruik van dit stadion. Het wordt ook gebruikt voor de COSAFA Cup 2021. 
In het stadion is plaats voor 10.000 toeschouwers. 